# Furry Creek
Furry Creek est une communauté située dans la province de la Colombie-Britannique, dans le District régional de Squamish-Lillooet.